# ابو الخصیب
ابو الخصیب (به عربی: أبو الخصیب) یک شهرک در عراق است که در استان بصره واقع شده‌است. ابو الخصیب ۲۴۰٬۳۰۰ نفر جمعیت دارد. نام این شهرک که به معنای منطقه‌ای با کشاورزی غنی است اشاره به رود حاصلخیز اروندرود دارد.